# Jacques Albrespic
Jacques Albrespic (* 10. Mai 1922 in Le Havre; † 24. Februar 1987 in Tours) war ein französischer Komponist und Organist.

## Leben
Albrespic hatte ersten Klavierunterricht bei einer Absolventin des Konservatoriums von Budapest und in Rouen Orgelunterricht bei Marcel Lanquetuit. 1939 wurde er als Organist an die Kirche Saint-Joseph in Le Havre berufen, im Folgejahr wurde er Nachfolger von René Alix an der Cavaillé-Coll-Orgel von Saint-Michel.
Der Krieg unterbrach seine musikalische Laufbahn. 1943 wurde er durch den Service du travail obligatoire zum Arbeitsdienst nach Deutschland verpflichtet. Auf Grund seiner außergewöhnlichen Begabung wurde er als Repetitor zunächst in Münster (Westfalen), später in Köthen (Anhalt) eingesetzt.
Nach seiner Rückkehr nach Frankreich arbeitete Albrespic einige Zeit als Englischlehrer am Collège moderne von Le Havre. 1946 beteiligte er sich an einem Orgelwettbewerb und erhielt als Nachfolger von Constant Pernin die Organistenstelle an der Cavaillé-Coll-Orgel der Kathedrale von Nancy. 1947 kam er nach Paris, um seine unterbrochene musikalische Ausbildung an der École normale de musique bei Andrée Vaurabourg-Honegger und am Conservatoire de Paris bei Eugène Bigot, Olivier Messiaen, Darius Milhaud und Jean Rivier zu vollenden. Er erhielt hier erste Preise in den Fächern Orchesterleitung und Musikästhetik und 1952 in Komposition.
Im gleichen Jahr gewann er auch den Prix Halphen, den Prix Lepaulle und den Second Grand Prix de Rome mit der Kantate La sotie de la dame qui fut muette nach einem Text von Randal L. Escalada. Kurze Zeit unterrichtete er Orgel an der Schola Cantorum, bevor er 1954 die Leitung des städtischen Konservatoriums von Angers übernahm. Hier führte er 1954 mit Musikern der Comédie-Française Bizets L'Arlésienne und 1955 mit Mitgliedern der Pariser Oper Mozarts Don Giovanni auf. Die Musiker der Bayreuther Festspiele leitete er bei den Proben zur Aufführung von Wagners Opern Siegfried (1956) und Tristan und Isolde (1957) in der Stadt.
1957 wurde er Leiter der École nationale de musique und Organist an der Kirche Sainte-Croix von Le Mans. 1960 übernahm er die Leitung der Musikschule von Tours, die unter seiner Leitung den Rang eines Conservatoire national de région erlangte. Einer seiner Schüler war Gérard Derieux, der sich später selbst als Musikpädagoge profilierte. Daneben trat er international als Organist auf und gab u. a. Meisterklassen in Essen. 1975 übergab er die Leitung des Konservatoriums von Tours an Alfred Herzog, um sich ganz auf seine Arbeit als Komponist und Organist zu konzentrieren.
Albrespic komponierte drei Sinfonien – die zweite wurde 1954 von den Wiener Philharmonikern uraufgeführt –, ein Prélude et Double fugue für Orchester, ein Orgelkonzert, Kammermusik, Orgel- und Klavierstücke sowie Film- und Schauspielmusiken.

## Werke
- Prélude et Double fugue für Orchester
- Mélodie sur des poèmes chinois
- Première Symphonie
- Deuxième Symphonie UA 1954
- Troisième Symphonie
- Diptyque für Klavier
- Elégie für Oboe und Klavier
- Lied et Scherzo für Trompete und Klavier
- Andante für Violoncello und Klavier
- Concerto für Orgel und Orchester, 1959
- Fugue für Orgel